# Иродион Антиохијски
Свети Иродион или Херон (умро 136. г.) је био сиријски епископ и светитељ, четврти по реду епископ Антиохије.
Према Јевсевију, био је ученик свог претходника  светог Игњатија Антиохијског од кога је и рукоположен за ђакона. Уздигнут је у чин епископа Антиохије 116. године и био на том месту до своје смрти, двадесет година до 136. године; неки извори сведоче о његовом мучеништву 127. године. 
Црква му врши спомен 17. октобра, на дан његовог рођења према Римском мартирологу из 1806. године, или 16. октобра по Бедином мартирологијуму, или 27. октобра.